# キンウワバトビコバチ
キンウワバトビコバチ (Copidosoma floridanum) は、体長1mmほどの小さな寄生蜂の一種である。ハチ目（膜翅目）・コバチ上科・トビコバチ科に属する。
寄主であるキンウワバ亜科の卵に寄生し、寄主幼虫体内で発生を進めるkoinobiontの卵幼虫寄生蜂である。寄主としては、イラクサギンウワバ(Trichoplusia ni)、ミツモンキンウワバ(Ctenoplusia agnata)、ガンマキンウワバ(Autographa gamma)などのヤガ科に属する中型のガが知られている。これらは、ニンジン、ダイズ、ゴボウ、シソなどの害虫であり、局地的に大発生して大被害をもたらす。
1つの卵からは、1,000から2,000の個体（胚）が生じる。これは現在知られている多胚性昆虫でも極端に多い例である。このため、多胚生殖のモデル生物として発生生物学と進化の研究に用いられている。

## 発生様式
多くの膜翅目昆虫と同じく半倍数性の性決定を行い、受精卵からはメスのみが、未受精卵からはオスのみが発生する。それぞれの卵からは、多胚形成によって1個あたり2000の幼虫が生じる。また、同一寄主に対して受精卵と未受精卵を同時に産卵することが多く、この際には同じ寄主内に雌雄が混在することになる。この場合には必ずメスによるオス殺しが行われ、雌雄比は圧倒的にメスに偏る。
寄生蜂でありながら、カースト制を持つという非常に珍しい種であり、多くの研究報告がなされている。1つの卵から発生する個体は遺伝的に完全同一、つまりクローンだが、2種類の個体分化があり、前期に分化する個体は不妊の兵隊幼虫となり、後期に発生するものは生殖個体（女王）となる。これらはそれぞれ早熟型、生殖型と呼ばれる。以前は早熟幼虫と呼ばれることの多かった早熟型であるが、近年の研究で競合相手に対して排他的行動を示すことが明らかとなったため、最近はソルジャーと呼ばれることが多い。寄主であるキンウワバ幼虫は1から5齢があり、それぞれ2日程度ずつを経過する。キンウワバトビコバチのソルジャーは、寄主幼虫が1から4齢に、生殖型個体は5齢期に分化する。

## 発生様式に見られる雌雄差
分化前の生殖型個体の寄主体内における分布の仕方、およびソルジャーの生産数は雌雄で異なっている。オスの分化前個体は寄主の脂肪体に包まれた状態で存在しているが、メスは脂肪体に包まれることはなく自由に寄主体液内を浮遊している。多くの社会性の膜翅目昆虫ではソルジャーカーストはメス由来であるが、キンウワバトビコバチはオスもソルジャーを生産する。ソルジャーの生産パターンは、キンウワバトビコバチの系統や雌雄で差が見られ、研究が進んでいる。オスでは寄主が5齢時に少数のソルジャーを生産するだけであるが、メスでは寄主が卵の時期から常にソルジャーを生産しており、最大で100頭ほどを生産する。

## ソルジャーカーストの役割に見られる雌雄差
寄生した寄主が競合相手となる異種寄生蜂に寄生された場合、ソルジャーの増員が行われる。この増員により競合相手を打ち負かすことができるが、これには生殖型の個体数の激減というコストを要する。ただし、これはメスの場合にのみ見られる現象であり、オスではソルジャーの増員も生殖型個体の減少も起こらない。メスのソルジャーが競合相手に対して排他的行動をとって噛み殺すのに対し、オスのソルジャーはそのような行動をとらない。この点から、オスにおけるソルジャーカーストの意義や社会生物学的な研究題材として大きな注目を集めている。

## ソルジャーの種類
ソルジャーには少なくとも2種類の型（多型）が存在することが分かっている。1つめは寄主が卵の時期に現れる小型のソルジャーであり、2つめは寄主が幼虫期に現れる大型のソルジャーである。小型ソルジャーは血縁度の遠い同種他個体に対する攻撃を専門とし、大型ソルジャーは異種寄生蜂に対する攻撃を専門としている。このため、雌雄が混在した場合には、小型ソルジャーの存在しないオスがほぼ一方的に排除される。オスは完全に駆逐されることを逃れるため、寄主の脂肪体内に隠れて生息するという手段を進化させたと考えられている。

## 異種寄生蜂に対する防衛戦術における雌雄差
オスのソルジャーには異種寄生蜂に対する攻撃能が備わっていない。その代わり、オスは寄主体液中に毒物質を充満させており、これを用いて競合相手を排除している。この毒物質は致死性が高く、これに曝された競合相手は短期間のうちに死亡する。メスがオス同様に毒物質を使用しているかは解明されていないが、メスでは競合相手が存在した場合にソルジャーを増員し、これらが攻撃的に競合相手を噛み殺していく。